# 어묵꼬치
어묵꼬치(魚---) 또는 꼬치어묵(--魚-)은 한국의 길거리 음식이다. 어묵을 꼬챙이에에 꿴 꼬치 요리로, 분식의 하나이다. 포장마차나 분식집에서 팔며, 겨울철에 인기가 좋은 계절 음식이기도 하다. 한국에서 어묵을 "오뎅"으로 부르기도 하기 때문에, 오뎅꼬치나 꼬치오뎅으로도 불린다.
밑국물에 삶아 국물과 같이 먹는 어묵꼬치는 굽거나 기름에 튀긴 핫바와 구분 된다.

## 같이 보기
- 핫바